# Julien Suaudeau
Pour les articles homonymes, voir Suaudeau.
Œuvres principales
Dawa
Le Français
Julien Suaudeau, né le 16 octobre 1975 à Évreux (Eure), est un écrivain, enseignant et auteur de podcasts.

## Biographie
Julien Suaudeau obtient une licence de littérature française à l'université Paris-IV en 1996. Il poursuit ses études à l'Institut d'études politiques de Paris, où il obtient un master en 1999. Il travaille ensuite en Azerbaïdjan, puis devient critique de cinéma à Positif, où il écrit de 2001 à 2004. En 2005, il réalise Il était une fois en Côte d'Ivoire, un documentaire qui retrace l'histoire contemporaine du pays depuis son indépendance.
En 2006, il s'installe à Philadelphie, aux États-Unis. Il continue à réaliser des documentaires et des courts métrages, parmi lesquels Zé, en 2010.
Son premier roman, Dawa, sort en mars 2014. Au lendemain des attentats du 13 novembre 2015, plusieurs médias insistent sur les similitudes frappantes entre le scénario des attaques et l'intrigue de ce livre,,,.
En septembre 2015, il publie Le Français, qui raconte à la première personne la métamorphose d'un jeune garçon de la campagne en bourreau de l'État islamique. Dans une interview à Paris Match, l'auteur insiste sur le fait que les djihadistes sont français et que pour cette raison il est impossible de leur faire la guerre. Ni le feu ni la foudre, récit fictif de la journée de cinq Parisiens du petit matin au soir du 13-novembre, sort en septembre 2016. Le roman, dont le titre est inspiré d'un vers de Louis Aragon, clôt ce que Suaudeau appelle sa trilogie de la terreur.
Selon Maria Herminia Laurel, universitaire spécialiste de littérature comparée, ces trois livres seraient en fait le miroir d'une France « qui ne s'aime plus. » Le 5 octobre 2016, la Radio Télévision Suisse Romande diffuse des extraits de Ni le feu ni la foudre, lus par des comédiens.
Son quatrième roman, Le Sang noir des hommes, paraît en mars 2019. Il raconte l'histoire d'une vengeance familiale sur fond de pillage de l'Afrique de l'Ouest au temps des colonies. Selon l'auteur, ce livre explore les zones d'ombre de l'histoire coloniale.
Julien Suaudeau vit aux États-Unis depuis 2006 et y donne régulièrement des conférences sur la France et le monde francophone. Depuis septembre 2016, il enseigne au collège Bryn Mawr,. 
Il tient entre 2020 et 2022 une chronique régulière sur la politique et la société françaises, ainsi que sur les pages manquantes de l'histoire coloniale. Dans ces articles, il est aussi question de séries télévisées et de cinéma.
En juin 2020, Suaudeau et le monteur Yann Dedet publient Le Spectateur zéro - Conversation sur le montage. Trois ans plus tard, en janvier 2023, Suaudeau signe pour la Cinémathèque française le texte de présentation de la rétrospective consacrée aux films montés par Yann Dedet. Dans le cadre de la rétrospective, un portrait de celui-ci réalisé par Julien Suaudeau est mis en ligne sur la plateforme HENRI.
En février 2022 sort Universalisme, écrit avec Mame-Fatou Niang. Dans cet essai, les auteurs font la critique de l'universalisme classique et proposent de le réinventer comme langage antiraciste et postcolonial. Dans son édition du 19 février 2022, sous la plume de Colin Folliot, Le Monde estime que la force du livre réside « dans une méthode et un regard qui laissent entrevoir, à rebours des querelles actuelles, une société plus apaisée. »
En 2024 et 2025, Julien Suaudeau publie coup sur coup deux podcasts en anglais. D'abord Song of Philadelphia, une série micro-historique pour le média Hidden City sur le lien entre souvenirs personnels et espaces urbains. Dans un entretien avec l'écrivain Nathaniel Popkin, Suaudeau précise qu'il envisage ce podcast comme "une traduction sonore du processus de mémoire, collective et individuelle". Puis The People Left Behind, une série sur les survivants et co-victimes de violence par arme à feu à Philadelphie, pour Grid Magazine. Dans un entretien avec la journaliste Julia Lowe, Suaudeau définit son podcast comme "un écosystème d'histoires personnelles", dont il espère qu'elles contribueront à faire de Philadelphie "une ville plus soutenable et plus vivable".

## Polémiques
En avril 2019, Julien Suaudeau est à l'origine d'une pétition avec Mame-Fatou Niang pour faire retirer une fresque commémorant la première abolition de l'esclavage à l'Assemblée nationale française. Selon les auteurs de la pétition, les codes iconographiques utilisés par le tableau reprendraient une imagerie raciste et celui-ci n'aurait sa place ni dans un bâtiment officiel ni pour remplir une fonction commémorative,. La pétition est accompagnée de deux tribunes publiées sur BibliObs,, puis suivie un an plus tard d'une nouvelle mise au point sur Slate.fr. Dans ce texte, Suaudeau et Niang se demandent s'il est possible « d'inventer, sans compromettre l'Art, une plus juste façon d'honorer la Mémoire et de donner à voir l'Histoire. »
Le 4 juin 2019, Suaudeau publie sur Slate.fr une lettre adressée à Christine Angot, après les propos de celle-ci au sujet de l'esclavage et de la Shoah dans On n'est pas couché.

## Films et publications
- Il était une fois en Côte d'Ivoire, 2006, documentaire de 52 minutes
- Zé, 2010, fiction de 20 minutes
- Dawa, Robert Laffont, 2014, 491 p.  (ISBN 978-2-221-14072-7). Rééd. Points, 2015, 596 p.  (ISBN 978-2-7578-4643-8)
- Le Français, Robert Laffont, 2015, 210 p.  (ISBN 978-2-221-18770-8). Rééd. Points, 2016, 216 p.  (ISBN 978-2-7578-5853-0)
- Ni le feu ni la foudre, Robert Laffont, 2016, 258 p.  (ISBN 978-2-221-19577-2). Rééd. Points, 2017, 258 p.  (ISBN 978-2-7578-6787-7)
- Le Sang noir des hommes, Flammarion, 2019, 346 p.  (ISBN 978-2081450295). Rééd. Points, 2020, 312 p.  (ISBN 978-2757880753)
- Le Spectateur zéro, avec Yann Dedet, POL, 2020, 352 p.  (ISBN 978-2-8180-4992-1) 31 août 2020 : prix Transfuge du meilleur livre de cinéma[37].
8 mars 2021 : prix 2020 du meilleur ouvrage en français sur le cinéma[38] décerné par le Syndicat français de la critique de cinéma.
- Universalisme, avec Mame-Fatou Niang, Anamosa, 2022, 101 p.  (ISBN 978-2-3819-1048-2)
- Kotonaru, portrait de mon sensei en sept tableaux, 2023, documentaire de 13 minutes
- Song of Philadelphia, 2024, podcast sériel hébergé par Hidden City
- The People Left Behind, 2025, podcast sériel hébergé par Grid Magazine